# Opuntia sulphurea
Opuntia sulphurea G.Don in Loudon es una especie fanerógama perteneciente a la familia Cactaceae. Nativas de Sudamérica en Argentina.

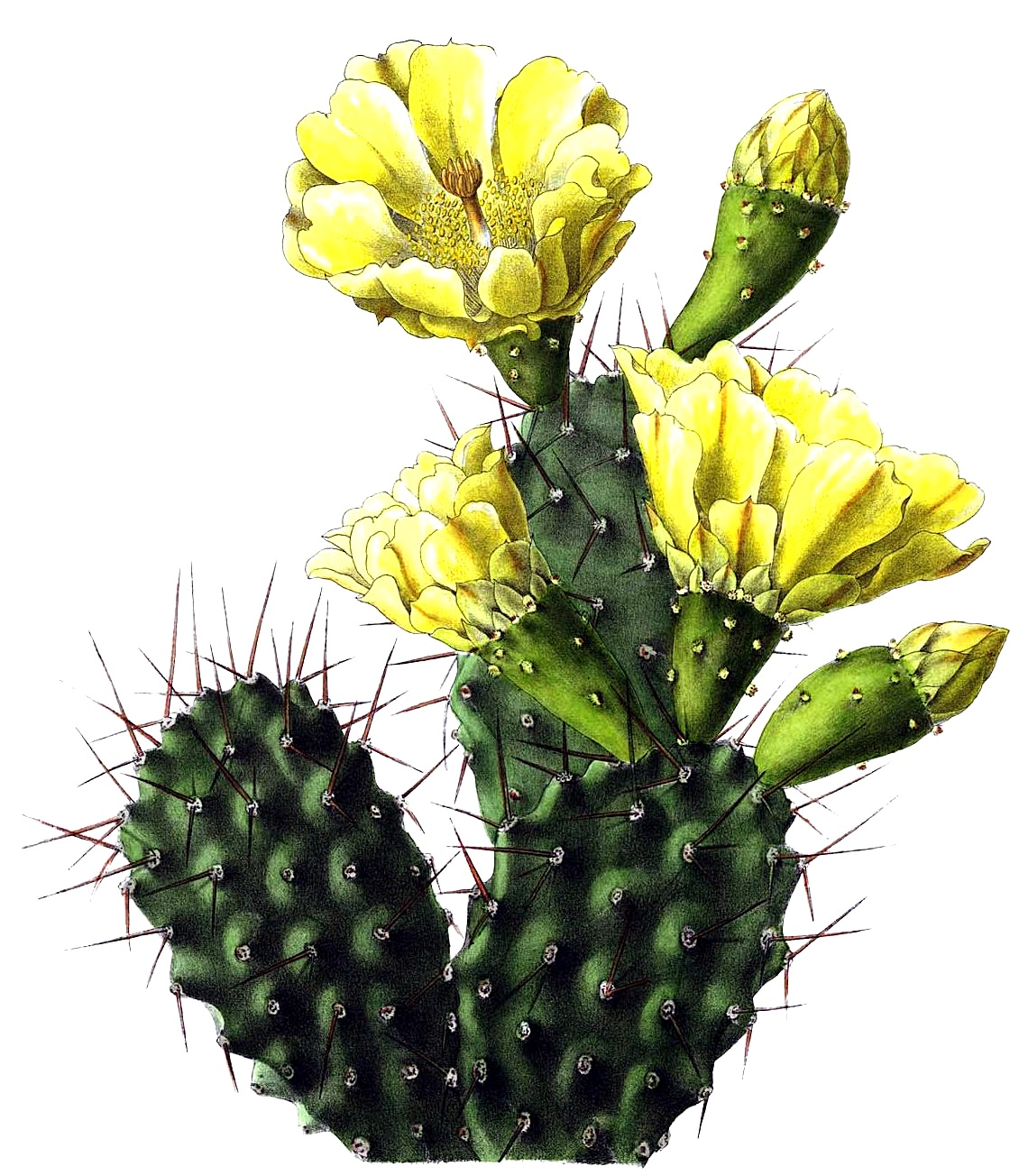
Vista de la planta en flor

## Descripción
Opuntia sulphurea es un arbusto que crece con varias ramas extendidas y forma grupos de 
una altura de hasta 30 centímetros y un diámetro de 1 a 2 metros. Los cladodios  teñidos de verde, a menudo ligeramente violáceos, ovoides  están fuertemente tuberculados y se caen fácilmente. Miden 12 a 25 centímetros de largo. Las hojas rudimentarias miden hasta 2 mm de largo. Las pequeñas areolas son blancas y están en las cúspides de los cladodios. Sus gloquidios son de color rojo amarillento. Tiene de dos hasta ocho espinas extendidas, erectas, gruesas, rectas o ligeramente curvadas y retorcidas  son de color marrón a rojo.
Las flores son amarillas y alcanzan una longitud de hasta 4 cm, miden hasta 1 centímetro.

## Taxonomía
Opuntia sulphurea  fue descrita por G.Don in Loudon y publicado en Loudon's Hortus Britannicus. . . . Second edition, . . . 196. 1830.
Etimología
Opuntia: nombre genérico  que proviene del griego usado por Plinio el Viejo para una planta que creció alrededor de la ciudad de Opus en Grecia.
sulphurea: epíteto latino que significa "amarillo como azufre".
Variedades
- Opuntia sulphurea ssp. brachyacantha
- Opuntia sulphurea ssp. spinibarbis

Sinonimia
- Platyopuntia sulphurea
- Opuntia brunnescens
- Opuntia maculacantha
- Opuntia vulpina[4]